# Magoksa
Magoksa (마곡사) ist ein buddhistischer Tempel in der Provinz Chungcheongnam-do in Südkorea.

## Geographie
Die Tempelanlage liegt rund 15 km nordwestlich von Gongju und 4,5 km östlich des Flusses Yugucheon (유구천). Umgeben von Bergen, mit dem Taehwasan (대화산) als höchste Ergebung und unterteilt durch einen kleinen Fluss namens Taegeukcheon (대극천), hat die Anlage von oben gesehen eine Ähnlichkeit mit dem Yin-und-Yang-Zeichen.

## Namensherkunft
Die Herkunft des Namens der Tempelanlage ist strittig. Eine Quelle besagt, dass der Vinaya-Meister Chajang (590–658 n. Chr.) (차장) zur Zeit des Silla-Reichs im Jahr 643 n. Chr. den Tempel gegründet hat. Eine andere Quelle geht davon aus, dass das Kloster 845 n. Chr. von Muju Muyeom (799–888) (무주 무염), Gründer der Seongjusan Schule, 845 gegründet wurde. Er soll das Kloster zu Ehren seines chinesischen Chan-Meisters Magu Baoche (720–?) (麻谷寶徹) benannt haben. Eine weitere Quelle findet eine simplere Begründung für den Namen des Klosters. Da angeblich vor dem Bau des Klosters Hanf in dem Tal angebaut worden sein soll und Hanf im Koreanischen „마“ heißt, wurde es nach der vorherigen Nutzung des Geländes benannt.

## Geschichte
Wann und von wem das Kloster gegründet wurde, ist also unklar. Man kann aber davon ausgehen, das dies zwischen dem 7. Jahrhundert und 9. Jahrhundert n. Chr. geschah. Zur Zeit der Goryeo-Dynastie wurde das Kloster 1172 von Pojo Chinul (1158–1210) (버요 치눌) erweitert und während der japanischen Invasion zwischen 1592 und 1598 zerstört. 1651 wurde es in der noch heute existierenden Form wieder aufgebaut.

## Anlage
Die Klosteranlage ist räumlich in drei Abschnitte unterteilt. Auf dem nördlichen Teil, der sich auf der westlichen Seite des kleinen Flusses befindet und die Klosteranlage teilt, befinden sich acht Gebäude. Der mittlere Teil östlich des Flusses, auf dem sich auch die Pagode befindet, umfasst 14 Gebäude und der südliche Teil wieder auf der anderen Seite des Flusses, von dem das Kloster auch zugänglich ist, umfasst 10 Gebäude, inklusive des Eingangsportals.
Die Tempelanlage beherbergt sechs national kulturell bedeutsame Schätze, wovon eines die Steinpagode in der Mitte des Hauptplatzes ist. Diese fünf Stockwerke hohe Pagode ist auch innerhalb der Tempelanlage etwas Besonderes. Sie basiert auf einem zweistöckigen Sockel und die Spitze ist aus Bronze hergestellt, was auf einen tibetanischen Einfluss hindeutet, der aus der Mongolischen Yuan-Dynastie erfolgt sein kann. Die Pagode ist eine von drei ähnlichen Stupas weltweit.
Die Yeonsan Cheon Halle ist mit Malereien von acht stereotypischen Episoden des Lebens des Buddhas dekoriert. Wegen der Vielzahl der Buddhas, die in dem Raum stehen, nennt man sie auch die „Tausend Buddhas Halle“. Das Kloster ist im Übrigen das einzige, das Kalligrafien von König Sejo (1417–1468) (세조) ausgestellt hat.